# 郭鋒 (演員)
郭鋒（英語： Samuel Kwok Fung，1951年10月27日—），原名郭民富。香港男性電視及電影演員，因其已故妻子為資深女星歐陽珮珊，她曾於《神鵰俠侶》（1983年）中飾演黃蓉一角，而黃蓉的丈夫郭靖巧合地與郭鋒同姓郭，故此郭鋒亦有「郭大俠」的綽號。

## 背景
郭鋒早年在九龍城生活，年青時移居彩虹邨。他在1957年畢業於旺角通菜街香港民智學校幼稚園，後來到九龍城就讀小學，1963年至1964年轉校到位處界限街183至186號、九龍靈糧堂附近的基督教賢德英文中學英文小學部完成小學六年級課程。繼而升讀賢德英文中學（英文中學部），1969年中五畢業後加入益力多香港公司，從事推廣工作。

## 演藝經歷
1972年，畢業於無綫第一期電視藝員訓練班後加盟無綫電視，第一部擔任男主角的電視劇為《浪子》。
1974年，轉投麗的電視演出，例：《三國春秋》、《十大刺客》、《十大奇案》等大型劇集。
1976年，拍攝《無語問蒼天》結識歐陽佩珊，二人於1977年喜結良緣，而郭鋒亦於兩人夫妻相伴。
1978年和歐陽佩珊重回無綫。郭鋒戲路較廣，演出的角色有《萬水千山總是情》莊夢蝶的哥哥、《創世紀》中的霍景良、《尋秦記》裏的呂不韋；《古靈精探》裡的羅有恆、《本是同根》裡忠厚老實的高錫年。
1990年，他加盟KPS澳門電視臺，同年亦與馬來西亞中文電視製作公司簽約，於馬來西亞和香港拍攝劇集。
1990年底，他再次加盟亞洲電視，參與演出的劇集有《還我今生》、《豪門》、《岳飛傳》等等。
1993年，郭鋒的太太息影。
1998年，重回無綫電視直到2012年約滿，其後轉投香港電視網絡簽約成為旗下合約男藝員至2015年3月約滿後己離開。
2016年，再度重返無綫電視以自由身形式拍劇。
偶爾亦會客串演出香港或其他地方電影及電視劇等等。

## 感情 / 家庭近況
- 郭峰曾在麗的電視因拍攝《無語問蒼天》結識歐陽佩珊，二人於1977年喜結良緣，郭鋒很少提及家人，甚至兒女、家庭生活亦很低調，直到2017年歐陽佩珊過世後，至於離世後當天花牌上送給「母親大人」的花牌有孝男嘉輝與孝媳陳詠琳。被外界推測是親戚過繼的兒子郭嘉輝和妻子陳詠琳[4][5]。至2019年妻子歐陽佩珊過世兩年後，郭鋒在基督教電視節目《喜樂婆婆會客室》接受喬宏遺孀小金子訪問，才得悉他出生於基督教家庭，在家中排行第三，兄弟姊妹各一個。

## 霍景良的金句
他在《創世紀》中，郭鋒飾演的霍景良是重要角色，與主角葉榮添（由羅嘉良飾演）的商戰交鋒極具火花。劇中霍景良的說話行事「快、狠、準」著稱，因而妙語連珠，行為抵死，極具霸氣，故此為觀眾津津樂道，演技也獲得認同。唯此後飾演的角色（如《尋秦記》裡的呂不韋）始終霸氣充足合理，氣概過人，無人出其右。

## 演出作品

### 電影
| 年份   | 片名                                     | 角色                                    |
| 1972年 | 年輕人（邵氏）                           |                                         |
| 1988年 | 三寶鬧深圳                               | 阿禮                                    |
| 1991年 | 藍色霹靂火                               | 政治部督察                              |
| 2001年 | 知法犯法                                 | 張警官                                  |
| 2005年 | 黑社會                                   | 魚頭標                                  |
| 2006年 | 天行者                                   | 江總警司（江叔）                        |
| 2006年 | 反斗車王                                 | 警長（配音）                            |
| 2010年 | 月滿軒尼詩                               | 堯叔                                    |
| 2010年 | 飛砂風中轉                               | 查叔                                    |
| 2011年 | 竊聽風雲2                                | 林潤柬                                  |
| 2011年 | 奪命金                                   | 李警官（戲份被刪）                      |
| 2012年 | 反斗車王2                                | 警長（配音）                            |
| 2013年 | 不二神探                                 | 扮演特首的演員                          |
| 2014年 | 竊聽風雲3                                | 陸九                                    |
| 2014年 | 不賭贏家（向生命致敬院線）（基督教電影） | 潘仁智（潘sir）                         |
| 2015年 | 十月初五的月光                           | 祝展輝（展輝）                          |
| 2016年 | 寒戰II                                   | 蔡元祺 （粵語版配音，角色由张国柱飾演） |
| 2016年 | 導火新聞線                               | 關志偉（關公）                          |
| 2016年 | S風暴                                    | 黃Sir                                   |
| 2017年 | 反斗車王3                                | 警長（配音）                            |
| 2021年 | 怒火                                     | 霍兆堂                                  |
| 2024年 | 盜月者                                   | 八爺（客串）                            |

### 電視劇（麗的電視）
| 年份   | 劇名               | 角色   |
| 1975年 | 聊齋之翩翩         |        |
| 1975年 | 粉紅色眼淚         |        |
| 1976年 | 半生緣             |        |
| 1976年 | 無語問蒼天         |        |
| 1976年 | 十大奇案之綁票     |        |
| 1976年 | 靜默的革命         |        |
| 1976年 | 十大刺客之荊軻     | 荊軻   |
| 1976年 | 三國春秋           | 張飛   |
| 1977年 | AKJ                |        |
| 1977年 | 七武器之七殺手     | 柳長街 |
| 1977年 | 電視人             | 王家聰 |
| 1977年 | 大件事之火燒愛神號 |        |
| 1978年 | 追族               | 阿忠   |

### 電視劇（無綫電視）
| 年份   | 劇名               | 角色                                         |
| 1973年 | 浪子               |                                              |
| 1973年 | 智慧的燈           | 水越                                         |
| 1974年 | 烏龍劍客           |                                              |
| 1978年 | 倚天屠龍記         | 韓千葉                                       |
| 1978年 | 奮鬥               | 莫偉                                         |
| 1979年 | 刀神               | 銅駝                                         |
| 1979年 | 抉擇               | 林步良                                       |
| 1979年 | 楚留香             | 石駝                                         |
| 1980年 | 上海灘             |                                              |
| 1980年 | 京華春夢           | 銀行職員                                     |
| 1980年 | 發現灣             | 巫國平                                       |
| 1980年 | 千王之王           | 洪豹                                         |
| 1981年 | 火鳳凰             | 倪廣生                                       |
| 1981年 | 飛鷹               | 任無心                                       |
| 1981年 | 英雄出少年         | 赤冠仙                                       |
| 1982年 | 孤城客             |                                              |
| 1982年 | 飛越十八層         | 嚴洛                                         |
| 1982年 | 花艇小英雄         | 麥 超                                        |
| 1982年 | 福星高照           | 胡家興                                       |
| 1982年 | 星河               |                                              |
| 1982年 | 郎歸晚             |                                              |
| 1982年 | 萬水千山總是情     | 莊有為                                       |
| 1983年 | 警花出更           | 歐警司                                       |
| 1983年 | 北斗雙雄           | 江浩生                                       |
| 1984年 | 天師執位           | 謝忠良                                       |
| 1984年 | 笑傲江湖           | 祖千秋                                       |
| 1984年 | 青鋒劍影           | 朱猛                                         |
| 1984年 | 楚留香之蝙蝠傳奇   | 英萬里                                       |
| 1985年 | 江湖浪子           | 陶一醉                                       |
| 1985年 | 開心女鬼           | 賈紹南                                       |
| 1985年 | 碧血劍             | 玉真子                                       |
| 1985年 | 拆擋拍檔           |                                              |
| 1985年 | 楊家將             | 蕭天佐                                       |
| 1986年 | 孖寶太子           |                                              |
| 1987年 | 季節               | 唐貴全                                       |
| 1987年 | 杜心五             | 路行兒                                       |
| 1988年 | 南拳蔡李佛         |                                              |
| 1988年 | 誓不低頭           | 岑 波                                        |
| 1988年 | 少林與詠春         | 密宗般若法王                                 |
| 1989年 | 連城訣             | 花鐵干                                       |
| 1998年 | 師奶強人           | 慕容發                                       |
| 1998年 | 難兄難弟之神探李奇 | 鄧 堅                                        |
| 1998年 | 外父唔怕做         | 陳 勁                                        |
| 1999年 | 刑事偵緝檔案IV     | 梁劍雄                                       |
| 1999年 | 千里姻緣兜錯圈     | 樂 天                                        |
| 1999年 | 狀王宋世傑II       | 清遠縣官                                     |
| 1999年 | 創世紀             | 霍景良（David)                               |
| 2000年 | 楊貴妃             | 李林甫                                       |
| 2000年 | 創世紀II天地有情   | 霍景良（David）                              |
| 2000年 | 十月初五的月光     | 祝展輝                                       |
| 2001年 | 尋秦記             | 呂不韋                                       |
| 2002年 | 彩色世界           | 馮立仁                                       |
| 2002年 | 騎呢大狀           | 容德誠                                       |
| 2002年 | 無考不成冤家       | 談耀冠                                       |
| 2002年 | 流金歲月           | 羅繼昌                                       |
| 2003年 | 九五至尊           | 郭帶旺                                       |
| 2003年 | 智勇新警界         | 王嘉華                                       |
| 2003年 | 衛斯理             | 賈玉珍                                       |
| 2003年 | 金牌冰人           | 皇帝                                         |
| 2003年 | 俗世情真           | 裘永亨                                       |
| 2003年 | 律政新人王         | Joe                                          |
| 2003年 | 衝上雲霄           | 萬世昌                                       |
| 2003年 | 西關大少           | 周 昌                                        |
| 2003年 | 謎情家族           | 司徒柏年（在2006年於翡翠台播映）             |
| 2004年 | 廉政行動2004       | 胡楚根（短樁篇）                             |
| 2004年 | 隔世追兇           | 丁國燊                                       |
| 2004年 | 棟篤神探           | 厲 昌                                        |
| 2004年 | 心慌·心郁·逐個捉   | 水偉才（在2006年於翡翠台播映）               |
| 2004年 | 心理心裏有個謎     | 顧言（在2006年於翡翠台播映）                 |
| 2005年 | 御用閒人           | 夏山虎                                       |
| 2005年 | 奪命真夫           | 蔣學年                                       |
| 2005年 | 阿旺新傳           | 李 威                                        |
| 2005年 | 佛山贊師父         | 張來貴                                       |
| 2006年 | 謎情家族           | 司徒柏年                                     |
| 2006年 | 鐵血保鏢           | 尚正堂                                       |
| 2006年 | 施公奇案           | 游 田                                        |
| 2006年 | 覆雨翻雲           | 赤尊信                                       |
| 2006年 | 滙通天下           | 柴 毅                                        |
| 2006年 | 賭場風雲           | 高 名                                        |
| 2007年 | 迎妻接福           | 賀 年                                        |
| 2007年 | 亂世佳人           | 聶泓山                                       |
| 2007年 | 天機算             | 趙匡胤                                       |
| 2007年 | 學警出更           | 林順耕（林Sir）                              |
| 2007年 | 歲月風雲           | 宋學禮                                       |
| 2007年 | 舞動全城           | 楊漢滔                                       |
| 2007年 | 凶城計中計         | 江玉書                                       |
| 2007年 | 奸人堅             | 凌 龍                                        |
| 2007年 | 律政新人王II       | 孫伯滔                                       |
| 2008年 | 古靈精探           | 羅有恆（羅Sir）                              |
| 2008年 | 金石良緣           | 施立志                                       |
| 2008年 | 法證先鋒II         | 趙應球                                       |
| 2008年 | 當狗愛上貓         | 周不苟                                       |
| 2008年 | 東山飄雨西關晴     | 潘兆棠                                       |
| 2008年 | 千謊百計           | 藍世鳳（無綫電視劇集台首播；藍屏及藍燁之父） |
| 2009年 | 學警狙擊           | 林順耕（林Sir）                              |
| 2009年 | 巾幗梟雄           | 王爺                                         |
| 2009年 | 碧血鹽梟           | 胡堅                                         |
| 2009年 | 古靈精探B          | 羅有恆（羅Sir）                              |
| 2009年 | 蔡鍔與小鳳仙       | 黎元洪                                       |
| 2009年 | 宮心計             | 高耀安                                       |
| 2009年 | 巴不得爸爸...      | 程仁                                         |
| 2009年 | 美麗高解像         | 趙啟鴻                                       |
| 2009年 | 老友狗狗           | 周偉威                                       |
| 2010年 | 女王辦公室         | 凌鐸（鐸叔）                                 |
| 2010年 | 情越雙白線         | 魏潮發（潮發記）                             |
| 2010年 | 公主嫁到           | 李世民                                       |
| 2010年 | 巾幗梟雄之義海豪情 | 鄭朗熊（朗熊叔）                             |
| 2010年 | 讀心神探           | 黃天榮（黃Sir）                              |
| 2011年 | 依家有喜           | 周申旭                                       |
| 2011年 | 隔離七日情         | 方國強                                       |
| 2011年 | 怒火街頭           | 米布                                         |
| 2011年 | 真相               | 韋景生                                       |
| 2011年 | 紫禁驚雷           | 聶貫一                                       |
| 2011年 | 蓋世孖寶           | 邢展堂                                       |
| 2011年 | 九江十二坊         | 宋濤                                         |
| 2011年 | 法證先鋒III        | 馮初九（九主席）                             |
| 2011年 | 萬凰之王           | 穆彰阿                                       |
| 2011年 | 我的如意狼君       | 高兆堂                                       |
| 2012年 | 耀舞長安           | 戴刀                                         |
| 2012年 | 造王者             | 宋寧宗                                       |
| 2017年 | 賭城群英會         | 鍾叔                                         |
| 2017年 | 同盟               | 韋磊（韋爺）                                 |
| 2024年 | 黑色月光           | 卓昊天                                       |

### 電視劇（亞洲電視）
| 年份   | 劇名                  | 角色          |
| 1991年 | 再造繁榮              |               |
| 1991年 | 本是同根（還我今生）  | 高錫年        |
| 1991年 | 发达智多星            |               |
| 1991年 | 豪門                  | 董榮          |
| 1992年 | 摩登七十二家房客      |               |
| 1992年 | 伯虎為卿狂            |               |
| 1992年 | 八婆會館              |               |
| 1993年 | 點解阿sir係隻鬼II     |               |
| 1993年 | 岳飛傳                | 兀朮          |
| 1994年 | 槍神                  | 李中光/敖中光 |
| 1995年 | 九王奪位之君臨天下    | 胤礽          |
| 1995年 | 城中姐妹花2之子夜情人 |               |
| 1996年 | 坊間故事              |               |
| 1997年 | 97變色龍              | 藍青龍        |
| 1997年 | 天長地久              | 董應琛        |

### 電視劇（香港電視網絡）
| 年份   | 劇名           | 角色                                                       |
| 2014年 | 選戰           | 何松柏（何Uncle）                                          |
| 2015年 | 我阿媽係黑玫瑰 | 霍德華（霍議員）                                           |
| 2015年 | 第二人生       | 張啟鑑                                                     |
| 2015年 | 導火新聞線     | 關志偉（關公）                                             |
| 2015年 | 大眾情性       | 谷采怡父親                                                 |
| 2015年 | 驚異世紀       | 孫忠義/楊熙華/司機/嚴半才/郝道長/關公/胡炳強/何大發/胡偉豪 |
| 2015年 | 惡毒老人同盟   | 江耀威（威哥）                                             |
| 2015年 | 四年B班        | 楊展勇（校長）                                             |
| 2015年 | 夜班           | 戴家城（大sir）                                            |

### 電視劇（ViuTV）
| 年份   | 劇名                  | 角色     |
| 2017年 | 瑪嘉烈與大衛系列 前度 | 餐廳老闆 |
| 2020年 | 歎息橋                | 李文滔   |

### 電視劇（馬來西亞HVD）
| 年份   | 劇名       | 角色   |
| 1992年 | 高處不勝寒 | 汪玉龍 |
| 1992年 | 搶錢一族   |        |
| 1992年 | 城市妙人   |        |
| 1993年 | 大慈善家   |        |

### 電視劇（香港電台）
| 年份         | 劇名                                     | 角色     |
| 1974，1976年 | 獅子山下                                 |          |
| 1999，2000年 | 法門                                     |          |
| 2015年       | 傘開以後 之 困（雨傘運動一周年系列特輯） | 警察父親 |

### 電視劇（中國大陸）
| 年 份  | 劇 名          | 角 色              | 備註 |
| 1981年 | 廉政先鋒第一輯 | 李福民（工字簿）   |      |
| 1989年 | 廉政先鋒第三輯 | 何先生（電之誘惑） |      |
| 2022年 | 女法醫JD       | 高永泰             |      |

| 年份   | 劇名           | 角色   |
| 2017年 | 百戰天狼       | 樂哥   |
| 2017年 | 楚喬傳         | 宇文灼 |
| 2020年 | 長相守         | 軒忠   |
| 2022年 | 狮子山下的故事 | 甄建华 |